# Луций Турций Секунд
Луций Турций Секунд (лат. Lucius Turcius Secundus) — римский государственный деятель III/IV века.
Его предком (возможно, отцом) был консул-суффект неизвестного года Луций Турций Фесасий Апрониан. О карьере Секунда известно лишь то, что он занимал должность консула-суффекта предположительно в 310 году или около этого года и имел титул vir clarissimus (рус. славнейший муж). У него был сын Луций Турций Апрониан и два внука: Луций Турций Апрониан Астерий и Луций Турций Секунд Астерий. Информация о нём содержится в нескольких надписях, посвящённых его внуку Апрониану Астерию. Скорее всего, Секунд был язычником.